# Critérium (cyclisme)
Pour les articles homonymes, voir Critérium.

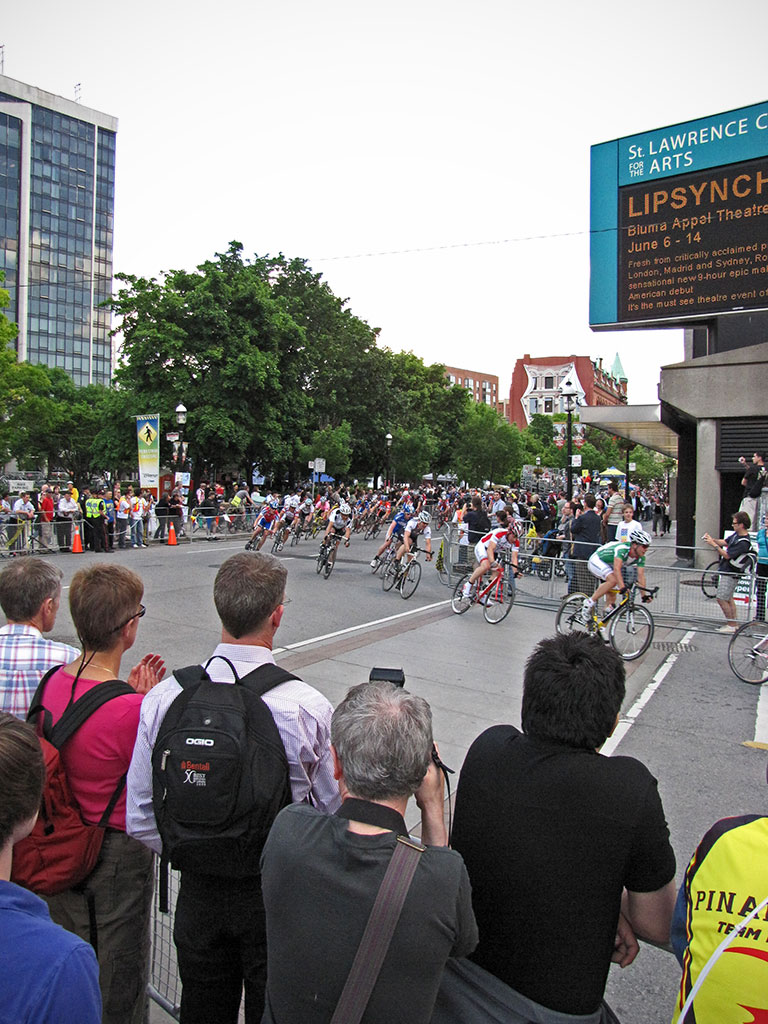
Cyclistes et spectateurs au critérium de Toronto en 2009.

Le critérium  est un type de course cycliste sur route d'un jour se déroulant souvent en centre-ville, sur un circuit de 800 m à 10 km, pour une distance maximale de 150 km selon le règlement de l'Union cycliste internationale.
Le vainqueur reçoit la plupart du temps de l'argent comme récompense.

## Organisation
Les critériums sont relativement faciles à organiser et ne nécessitent pas une grande quantité d'espace. Le circuit, souvent court, est constitué de plusieurs virages, qui rendent la course d'autant plus difficile que le coureur doit mener ou subir une « relance » (action d'un cycliste sportif d'accélérer après un virage, de manière à contrebalancer le ralentissement dû au virage).
Les critériums sont généralement organisés après le Tour de France.

## Déroulement
Les spectateurs sont en effet ravis de voir les amateurs régionaux confrontés aux « géants de la route » qui passent plusieurs fois devant eux sur la boucle du circuit. Le public s'intéresse peu à l'ordre de passage et aux écarts chronométriques, d'autant plus que dans les circuits très réduits, des coureurs commencent à en doubler d'autres, pendant que certains sont « lâchés », rendant la course rapidement incompréhensible. « Les demandeurs de critériums viennent donc surtout vérifier la matérialité des êtres extraordinaires que le récit sur la course en ligne leur a vantés, ils viennent les approcher, obtenir si possible des autographes, le tout dans une ambiance de fête et avec très peu d'exigence de la logique sportive ».

## Critériums célèbres
La célèbre course du Critérium du Dauphiné, bien que nommée critérium, a un format différent de celui des critériums habituels.
| France - Critérium des Aiglons - Critérium des As - Critérium de Bussières - Critérium de Callac - Critérium de Castillon-la-Bataille - Critérium de Château-Chinon - Critérium des deux vallées - Critérium de Dijon - Critérium du Grand Dole - Critérium international de la route - Critérium de Lèves - Critérium de Lisieux - Bol d'or des Monédières (Corrèze) - Critérium Nant'Est - Critérium du Printemps - Critérium de Quillan - Critérium de Saint-Georges-de-Chesné - Critérium de Saint-Symphorien-sur-Coise - Critérium de Sévignac | Belgique - Critériums d'Alost - Critérium de Saint-Nicolas Italie - Critérium des Abruzzes Japon - Critérium de Saitama Pays-Bas - Critérium de Boxmeer - Critérium d'Ede - Critérium de Surhuisterveen Suisse - Critérium en ville de Bulle |